# دژ توتسک
دژ توتسک مربوط به تا دوران‌های تاریخی پس از اسلام است و در شهرستان نهبندان، بخش شوسف، روستای توتسک واقع شده و این اثر در تاریخ ۷ مرداد ۱۳۸۲ با شمارهٔ ثبت ۹۳۱۹ به‌عنوان یکی از آثار ملی ایران به ثبت رسیده است.